# Leleplezés (Lost)
2007. március 28-án került először adásba az amerikai ABC csatornán a sorozat 53-madik részeként. Edward Kitsis és Adam Horowitz írta, és Stephen Williams rendezte. Az epizód középpontjában Nikki Fernandez és Paulo áll.

## Ismertető
|  | Alább a cselekmény részletei következnek! |

### Visszaemlékezések

#### A szigetre kerülés előtt
Nikki Fernandez, a Leleplezés (Exposé) című ausztrál tv-sorozatban (a Charlie angyalai-hoz hasonló alakította a szexi kémnőt, Corvette-et. Corvette, két társnőjével, Autumn-nel és Crystal-lal egy Mr. Lashade nevű férfinak dolgozott. Fő feladatuk a maffiavezér megállítása volt, akit mindenki úgy ismert, a „Kobra”.
Az egyik epizódban sor került Nikki karakterének kiírása a sorozatból. A történet szerint Corvette rájön, hogy valójában munkaadója, Mr. Lashade a „Kobra”. Ám ekkor már túl késő: Mr. Lashade egyik embere lelövi, még mielőtt elmenekülhetne.
Nikki utolsó Leleplezés-epizódjának forgatása után a sorozat alkotója, Howard L. Zukerman megnyugtatja Nikkit, hogy ha akarja, egy későbbi epizódban visszatérhetne, ha például beleírnák a történetbe, hogy Corvette golyóálló mellényt viselt, és csak megjátszotta halálát. Nikki azonban nevetve elutasítja az ajánlatot, mondván, „tudom, mi a vendégszereplők sorsa”. Howard megkérdezi Nikki-től, most hogy befejezte a sorozatot, visszatér-e Los Angelesbe. Nikki azt mondja neki, nem megy el Sydneyből, mert szereti őt. Howard örül ennek, mert ő is szereti Nikkit. Nem sejti, hogy ez csupán Nikki tervének a része.
84 nappal ezelőtt (a repülőgép lezuhanása előtti 4. nap)
Howard és Nikki Howard villájában ebédelnek. Mikor Nikki megdicséri az ételt, Howard bemutatja neki a szakácsát, Paulot. Azt mondja, Paulo hallott róla, hogy szakácsot keres, és mindennap eljött az irodájába, mindaddig, amíg fel nem vette. odanyújtja Nikkinek a kenyereskosarat, s Nikki meghatódottan néz Howardra, amikor egy arany nyakláncot fedez fel benne. Howard épp az előző házasságáról akar beszélni, mikor hirtelen elcsuklik a hangja, és a mellkasához kap. Nikki odahívja Paulot, aki egy gyors pulzusellenőrzés után megállapítja, Howard halott. Nikki egy ideig megrökönyödve figyeli Howard holttestét, majd egy határozott mozdulattal letépi a nyakáról a kulcsot. Korholja Paulot, amiért nem talált más módszert Howard megölésére, mint a megmérgezés, hiszen neki is ugyanabból az ételből kellett ennie, így mindvégig színészkednie kellett. Belépnek Howard gardróbjába, és kinyitnak egy rejtett széfet. Paulo épp rágyújtana, de Nikki nem engedi neki, mert nem akar semmiféle bizonyítékot hagyni. Nikki kivesz a széfből egy matrjoskababát, és örömmel szemléli a tartalmát.
80 nappal ezelőtt (a repülőgép lezuhanásának napja)
A sydney-i repülőtér kávézójában Paulo felolvas egy újságcikket Nikkinek, miszerint Howard L. Zuckerman szívszélhűdés következtében meghalt. Azaz: nem derült fény Nikki és Paulo tettére. Nikki észreveszi, hogy Paulo egyre többet rágózik, mire Paulo, megmutatja neki a dobozát. Ugyanis Paulo ara készül, hogy végleg felhagy a dohányzással, s ennek elősegítése érdekében nikotinos rágót rág. Kezükbe veszik a pezsgőspoharaikat, és koccintanak. Társalkodásukat megzavarja az arra elhaladó Shannon és Boone. Shannon mérgelődik Boone-nal, amiért nem találnak egyetlen szabad széket sem a repülőtéren, és mivel nem az első osztályon utaznak. Boone udvariasan kér Paulotól egy szabad széket, de Shannon már türelmetlen, és indulásra készteti Boone-t. Nikki megkéri Paulot, ígérje meg neki, hogy sohasem végzik úgy, mint Boone és Shannon.

#### A szigetre kerülés után
80 nappal ezelőtt (1. nap a szigeten)
A repülőgép szigetre való lezuhanása után Nikki a roncsok között bóklászik. Miközben a csomagját keresi, Shannon szinte megállás nélkül ordít, és Gary Troup-ot beszippantja a még forgó turbina, és felrobban. Nikki megpróbálja megkeresni Paulot a roncsoknál, de csak Arzt-tal találkozik össze. Boone odaszalad hozzá, és megkérdezi, tud-e adni egy tollat. Nikkinek egészen máson jár az esze, és lerázza Boonet. Végül megtalálja Paulot, aki sokkos állapotban ácsorog a tengerparton. Nikki magához téríti őt, majd megkérdezi, hol vannak a Howard-tól ellopott gyémántok. Paulo megdöbben Nikkin, hiszen ahelyett, hogy az állapotával (vagy a többi túlélő állapotával) foglalkozna, a gyémántokat keresgeti.
75 nappal ezelőtt (6. nap a szigeten)
Nikki és Paulo a poggyászok között kutat, s közben a dzsungel fáit kidöntögető „szörny”-ről beszélnek. Nikki felhívja Paulo figyelmét arra, hogy még azelőtt meg kell találniuk a gyémántokat, hogy megmentenék őket. Ethan jár arra, és miután bemutatkozik, ruházatot ajánl fel számukra. Nikki azt mondja neki, Paulo nikotinrágóját keresik, mire Ethan azt tanácsolja, inkább beljebb, a dzsungelben keresgéljenek. Arzt szalad el mellettük, azt kiabálva, hogy „Boone elvitte a vizet!”. Jack megérkezve oda, elmondja, hogy friss vizet talált. Felhívja a túlélők figyelmét az együttműködés fontosságára.
57 nappal ezelőtt (24. nap a szigeten)
Nikki felkeresi Dr. Arzt-ot, aki épp a szigeten felfedezett 20 új állatfajt tanulmányozza. Mutat Nikkinek egy nőstény medúzapókot, aminek olyan erős a feromonja, hogy akár egy csepp is elég ahhoz, hogy a környék összes hímjét odacsalja. Nikki Artz segítségét kéri egy térkép készítésében, amin fel lehetne vázolni, hogy körülbelül hová eshetett a poggyásza. Miután Arzt elkészíti azt, Pauloval együtt elindul a csomag megkeresésére. Rábukkannak a drogcsempész-repülőgépre, ami fennakadt egy fán. Nikki azt akarja, hogy Paulo felmásszon a repülőhöz, de Paulo biztos benne, hogy ha felmászik rá, le fog zuhanni. Ugyanekkor, Paulo megtalálja a Gyöngy állomás ajtaját. Le akar menni, de Nikki faképnél hagyja, amiért a repülőre nem mászott fel, de egy földalatti sötét alagútba szívesen lemenne.
48 nappal ezelőtt (33. nap a szigeten)
Nikki meghallja, hogy Arzt és Shannon Kate-tel vitatkozik, amiért nem szólt nekik a fegyverekkel teli ládáról. Miután megtudja tőle, hol találta, Nikki Paulo társaságában elmegy a vízeséshez. Paulo vonakodik beúszni, mert úgy véli, Nikki csak azért nem szakított még vele, mert szüksége van rá a gyémántok megtaláláshoz. Nikki unszolásának eredményeként, Paulo végül mégis alámerül. Megtalálja a csomagot, de azt hazudja Nikkinek, semmit sem talált odalent. Miután Nikki csalódottan odébbáll, Paulo újra lemerül, hogy felhozza a csomagot.
32 nappal ezelőtt (49. nap a szigeten)
Paulo lyukat ás a homokba a tengerparton, hogy elássa a gyémántokat. Locke észreveszi őt, és azt mondja neki, bármit is próbál elásni, ne feledje, hogy ezen a szigeten semmi sem marad rejtve. Paulo értetlenül néz Locke-ra, mire Locke elmagyarázza neki, hogy a tengerparton a víz mindent el fog mosni. Megfogadva a tanácsot, Paulo úgy dönt, hogy inkább a Gyöngy állomáson rejti el a gyémántokat. Az állomás mosdójába megy, és a WC víztartályába rakja a gyémántokat tartalmazó matrjoskababát. Hirtelen zajra és beszélgetésre lesz figyelmes. Ben és Juliet lépnek beljebb, abban a hitben, hogy Tom hagyta nyitva a bejáratot legutóbbi ittjártakor. Bekapcsolják az egyik képernyőt, amin Jack látható a Hattyú állomásban. Megtárgyalják az ő, valamint Kate és Sawyer foglyul ejtését Michael felhasználásával. Miután elmennek, Paulo kimegy a mosdóból, és észreveszi, hogy ott felejtettek egy walkie-talkiet.
9 nappal ezelőtt (72. nap a szigeten)
Nikki és Paulo csatlakozik a Locke által szervezett csapathoz a Gyöngy állomáshoz. Nikki felhívja a többiek figyelmét a tájékoztató film egy mozzanatára, s így sikerül beállítaniuk egy másik állomás képét a monitoron. Eközben, Paulo magához veszi a mosdóban elrejtett gyémántokat, és az alsóneműjébe rejti.
12 órával ezelőtt (81. nap a szigeten)
Nikki a tengerparton szomorkodik, amiért még mindig nem találtak rájuk a mentőcsapatok. Paulo megpróbálja jobb kedvre deríteni őt. Azt mondja neki, örülhetnek neki, hogy nem találták meg a poggyászukat, mert a gyémántok szétválaszthatták volna őket. Elmegy, hogy reggelit hozzon Nikkinek, de nem veszi észre, hogy a nikotinrágójának papírja kicsusszant a zsebéből. Nikki felfedezi azt, és rájön, hogy Paulo eltitkolta előle a csomag megtalálását. Zaklatottságában fegyvert kér Sawyertől, de Sawyer nem hajlandó adni neki, s ezért vitatkozni kezd vele. Eközben Desmond figyeli őket. Ki a fene vagy? – kérdezi Sawyer a dühösen távozó Nikkitől.
8 órával ezelőtt (81. nap a szigeten)
Nikki elcsalja Paulot a dzsungelbe, majd a rágóspapír felmutatásával leleplezi Paulo titkát. Elővesz egy befőttes üveget, amiben az Arzt által fogott medúzapók van, és Paulora borítja. A pók megcsípi Paulot a nyakánál. Nem halsz meg, csak lelassul a szívverésed olyannyira, hogy egy orvosnak is nehéz lenne észlelni azt – mondja Nikki a lebénultan összeeső Paulonak. Nikki elkezdi átkutatni Paulo ruháját. Megnézi a cipőjét is, de mivel nincs benne semmi, felhajítja egy fára. Csakhamar rábukkan a Paulo alsóneműjében lapuló gyémántokra. Ha megtaláltad volna a gyémántokat, nem lett volna rám szükséged – védekezik Paulo, majd paralízisbe esik. Pont ekkor, Nikki a „szörny” hangját véli hallani egy pillanatra. Hirtelen egy csomó medúzapók jelenik meg a fűben, és az egyik megcsípi Nikkit a lábánál. Nikki gyorsan futásnak ered. Útközben ás egy gödröt, és elrejti benne a gyémántokat. Eltámolyog a partra, ahol Sawyer és Hurley épp pingpongoznak. Miután összeesik, még halkan szól Hurley-nek: paralízis!. De Hurley nem érti mit mond. Nikki megdermed, paralízisbe esik.

### Valós idejű történések
Miután Nikki elbotorkál a tengerpartra, ahol Sawyer és Hurley szeme láttára összeesik, megpróbál mondani valamit Hurleynek, de nem tudja érthetően elmondani. Sawyer már épp vízért és segítségért indulna, amikor Hurley közli: Nikki meghalt. „Ki a fene Nikki?” – kérdezi Sawyer.
Sawyer, Hurley, Jin, Sun, és Charlie megvizsgálják a holttestet, de nem találnak semmit, amiből kideríthetnék a halál okát. Sun felveti, hogy talán megmérgezték, éppen ezért ellenőrizniük kell, mit ettek. Charlie vastag piszkot vesz észre Nikki körmei alatt. Eközben Sawyer és Hurley azon tanakodnak, mit próbált utolsó szavaival elmondani Nikki. „Paulo hazudik!” – kiált fel Hurley abban a hitben, hogy Nikki ezt mondta. Sawyer tanácsára elindulnak megkeresni Paulot.
Sawyer, Jin és Hurley megtalálják Paulo testét a dzsungelben, aki látszólag Nikkihez hasonlóan meghalt. A cipőjére a fán találnak rá. Jin kivesz egy vizespalackot Paulo táskájából, de Sawyer elveszi tőle és kiborítja, attól tartva, hogy valaki mérget kevert belé. Hurley azzal vádolja Sawyert, hogy megháborítja a bűntett helyszínét. Jin arra gyanakszik, hogy Paulo a „Szörny” áldozatává vált.
Hurley, Jin és Sawyer elviszik a táborba Paulo testét, hogy majd Nikkivel együtt eltemessék. Hurley egyre inkább úgy hiszi, hogy Jinnek igaza van, és a„Szörny” tette ezt velük, hiszen Nikki és Paulo is ott volt Eko halálánál, amikor Eko azt mondta, „Most ti következtek”. Sawyer szerint viszont Eko nem rájuk értette kijelentését, hanem ez összes túlélőre.
Sawyer és Hurley átvizsgálják Nikki és Paulo lakhelyét, miközben Charlie tájékoztatja őket, hogy Sun átvizsgálta az ételt, és senki sem lett tőle beteg. Felfedezik a beffőtes üvegekbe zárt bogarakat, amik korában Arzté voltak, s arra következtetnek, hogy jóban volt Nikkiékkel. Charlie megtalálja Nikki sorozatának, a Leleplezés-nek forgatókönyvét. Hurley álmélkodva veszik kezébe egyik kedvenc sorozatának szövegét, és megdöbbenve jön rá, hogy Mr. Lashade volt a „Kobra”. Sawyer felfedez egy walkie-talkiet. épp olyat, amit a „Többiek”-nél látott, amikor fogságban volt. Azzal gyanúsítja Paulot és Nikkit, hogy a „Többiek”-nek dolgoztak.
A Nikki és Paulo sírhelyének szánt helyen, a csoport tovább keresi Nikki és Paulo halálának ismeretlen okát. Sawyer elképzelhetőnek tartja, hogy a „Többiek” tették ezt velük, de Hurley ellenkezik vele, mondván, a „Többiek” a sziget túloldalán vannak. Sun emlékezteti őket arra, amikor valaki a kertjében zsákot húzott a fejére és el akarta hurcolni. Nem tudja, hogy Sawyer és Charlie álltak ennek hátterében. Sawyer elindul felmérni a terepet, Charlie és Sun pedig letakarják a testeket.
Hurley felkeresi Desmondot, hátha fel tudja használni jövőbelátó képességét a történtek okának megtalálására. Desmond azt mondja, nem tudja irányítani képességét, csak véletlenszerű felvillanásokat lát. Azt javasolja, kérdezze meg Sawyert, ugyanis látta őt veszekedni Nikkivel a nap folyamán.
Hurley beszámol Charlienak és Sunnak a Sawyerről szerzett információjáról. Sun nem hiszi, hogy Sawyernek köze lenne Pauloék halálához; továbbra is a „Többiek”-et vádolja. Miután Hurley elmegy Desmondért, Charlie bevallja Sunnak, hogy ő volt az, aki zsákot húzott a fejére, és a dzsungelbe vonszolta. Elmondja, hogy a dolog Sawyer ötlete volt, és ő csak azért vett részt benne, mert az időben igencsak össze volt zavarodva.
Újra összegyűlve a sírhelynél, Hurley kérdőre vonja Sawyert a Nikkiről való hazugsága miatt. Sawyer dühös, amiért mindenki őt vádolja. Elmondja, hogy észrevéve a Nikki körme alatti koszt, arra következtetett, hogy halála előtt valamit elásott. Majd odadobja Sunnak a gyémántokat tartalmazó vászontasakot, amit Paulo megtalálásának helyétől nem messze fedezett fel, a földbe temetve.
Miközben Sawyer a sírgödröt ássa ki, Sun elmegy hozzá, és beszámol róla, hogy Charlie mindent bevallott korábbi tettükről. Visszadobja a gyémántos tasakot Sawyernek – hiszen a szigeten semmi értékük sincsen – és felpofozza Sawyert.
Később, a csoport összegyűlik a sírnál, amiben már elhelyezték Paulo és Nikki testét, és kezdetét veszi a temetés. Hurley mondja a búcsúbeszédet, ami után Sawyer a testekre szórja a gyémántokat. Hurley és Sawyer elkezdik betemetni a sírt. Nem veszik észre, hogy Nikki magához tért, és kinyitotta a szemét. Most válik csak teljesen világossá, hogy Nikki utolsó szava az volt, „paralízis”. Nikkit és Paulot élve eltemetik.
|  | Itt a vége a cselekmény részletezésének! |